# Ejército de Liberación Nacional Malayo
El Ejército de Liberación Nacional Malayo(MNLA) fue un ejército guerrillero comunista que luchó por la independencia de Malasia del Imperio Británico durante la Emergencia Malaya (1948-1960) y luego luchó contra el gobierno de Malasia en la insurgencia comunista en Malasia (1968-1989). Su líder era un activista sindical conocido como Chin Peng a quien los británicos habían otorgado previamente la Orden del Imperio Británico por librar una guerra de guerrillas contra la ocupación japonesa de Malaya. Muchos combatientes del MNLA eran exmiembros del Ejército Antijaponés del Pueblo Malayo (MPAJA) que habían sido entrenados y financiados previamente por los británicos para luchar contra Japón durante la Segunda Guerra Mundial.
En 1989, el Partido Comunista Malayo firmó un tratado de paz con el estado de Malasia y el MNLA y el Partido se establecieron en aldeas del sur de Tailandia.